# Lakshmi Shankar

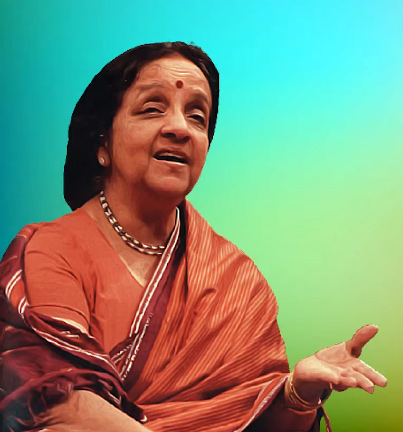
Lakshmi Shankar

Lakshmi Shankar (Hindi लक्ष्मी शंकर, geborene Lakshmi Sastri, लक्ष्मी शास्त्री; * 16. Juni 1926 in Jamshedpur; † 30. Dezember 2013 in Kalifornien) war eine indische Sängerin, die klassische indische Musik interpretierte. Sie gilt als eine der anerkanntesten Sängerinnen der indischen klassischen Musik und die erste klassische indische Sängerin, die indische Vokalmusik im Westen popularisierte.

## Leben
Shankar interessierte sich als junges Mädchen für den Tanz und begann, gefördert durch ihre Mutter, Bharatanatyam zu lernen. Dies ist heute einer der klassischen Tanzstile. Ab Mitte der 1930er Jahre, als sie, Rukmini Devi Arundale, Kalanidhi Narayan und andere Mädchen und junge Frauen brahmanischer Herkunft Bharatanatyam aufführten, trugen sie entscheidend dazu bei, den schlechten Ruf des bis dahin nur von Devadasis getanzten Stils zu heben.  1939 schloss sie sich der Truppe von Uday Shankar an; später heiratete sie dessen Bruder, den Drehbuchautoren Rajendra Shankar. Krankheitsbedingt musste sie mit dem Tanzen aufhören und nahm Unterricht bei Abdul Rehman Khan, einem Vertreter der Patiala-Gharana. Weitere ihrer Lehrer waren B.R. Deodhar und auch ihr Schwager Ravi Shankar, der sie zu zahlreichen seiner Projekte heranzog. 1946/47 war sie an der Einrichtung von Pandit Nehrus Discovery of India für Ballett beteiligt. In den 1960er Jahren legte sie erste Plattenaufnahmen vor. 1974 ging sie mit Ravi Shankar international auf Tournee und war an dessen Alben Shankar Family & Friends und Ravi Shankar’s Music Festival from India beteiligt. Nach Ravi Shankars Herzanfall im September 1974 leitete sie das Orchester für den Rest der Amerika-Tournee. Unter eigenem Namen legte sie weitere Alben vor, auf denen sie auch tamilische Volkslieder und hinduistische Gebete interpretierte. Ihr Album Dancing in the Light (2008) wurde für einen Grammy nominiert. Auch war sie an Filmmusiken beteiligt (etwa am Soundtrack von Gandhi oder von Johar Mehmood in Hong Kong). Weiterhin hat sie für die Gruppe Shakti komponiert und die Ballettmusik Bharatanatyam für die kalifornische Tanzgruppe Shakti School of Bharatanatyam geschrieben. 
Auch ist sie an Jai Uttals Alben Footprints und Spirit Room, an  Zakir Hussains Album Deserts of Rajasthan: Celebration in the Sand Dunes und an George Harrisons Album Collaborations beteiligt. Shankar hat einen Sohn und eine Tochter, die mit L. Subramaniam verheiratet war.

## Diskografie (Auswahl)
- The Voice of Lakshmi Shankar - World Pacific, USA
- Les Heures et les Saisons - Ocora 558615/16, France
- Songs of Devotion - Auvidis (Ethnic), France
- L. Subramaniam / Lakshmi Shankar Two Musical Traditions of India - Ganesh (mit Zakir Hussain, Palghat T.S. Mani Iyer, Vijayashree Subramaniam)
- Live Concert from Los Angeles - Ravi Shankar Music Circle, USA
- Live in London - Navras, UK (Cat No NRCD0006)
- Bhakti Ras - Navras, UK (Cat No NRCD0056)
- Shringar: Thumris - Music Today, India
- Ecstasy - Audiorec (Cat No 1052-2)
- Shringar: The Many Moods of Love, Vol. 3
- Divine Love - Navras UK (Cat No NRCD3515)
- Life of Dedication: 80th Birthday Celebration - Navras UK (Cat No NRCD0202)
- Dancing in the Light - World Village (Cat No 468049)